# Raïon de Tchougouïevka (kraï du Primorié)
Le raïon de Tchougouïevka (en russe : Чугу́евский райо́н, Tchougouïevski raïon) est une subdivision administrative (raïon) et une municipalité (okroug municipal) du kraï du Primorié en Russie. Situé en Extrême-Orient russe, il est dans le centre du kraï et est couvert par les montagnes de la cordillère du Sikhote-Aline. Son centre administratif est le village de Tchougouïevka, et il compte en tout 30 localités. Sa population s'élevait à 21 421 habitants en 2023.

## Géographie
Le raïon de Tchougouïevka est situé dans le kraï du Primorié, sujet le plus au sud de l'Extrême-Orient russe, en Mandchourie-Extérieure. Le raïon, qui se trouve dans le centre du Primorié, a une superficie de 12 346,5 km2, faisant de lui le quatrième plus grand raïon du kraï. Il est traversé entre autres par la Oussouri, Prishelets et est couvert par les montagnes du Sikhote-Aline.

Le raïon de Tchougouïevka est le raïon qui borde le plus de subdivisions du Primorié. Il borde au nord le raïon de Dalneretchensk, au nord-est l'okroug urbain de Dalnegorsk, à l'est le raïon de Kavalerovo, à l'est-sud-est le raïon d'Olga, au sud-est le raïon de Lazo. Il est limitrophe au sud du raïon de Partizansk, au sud-ouest du raïon d'Anoutchino, à l'est du raïon de Iakolevka et au nord-ouest du raïon de Kirovski. La longueur de toutes les frontières est d'environ 600 kilomètres.

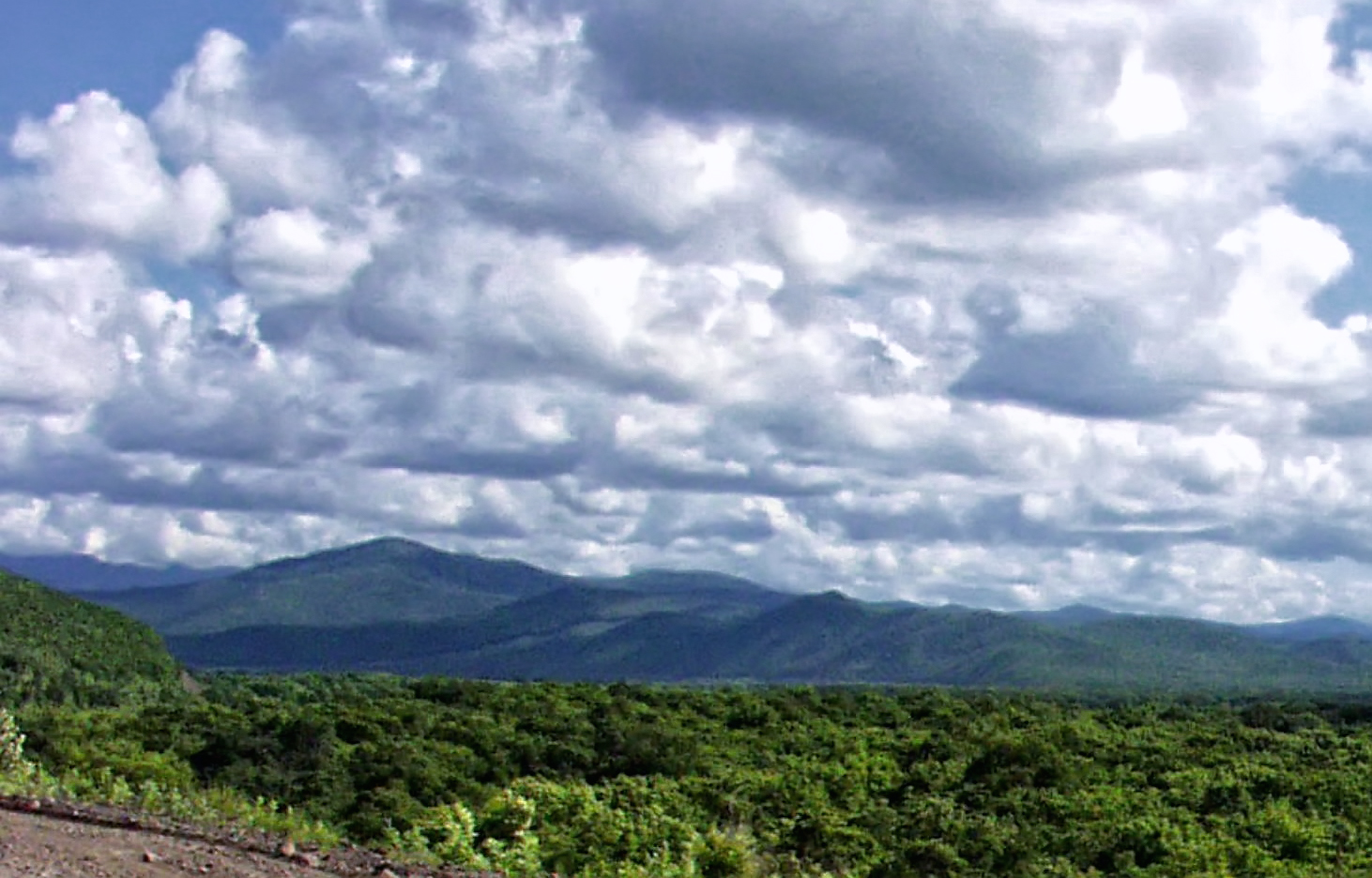
Taïga du Sikhote-Aline dans le raïon.
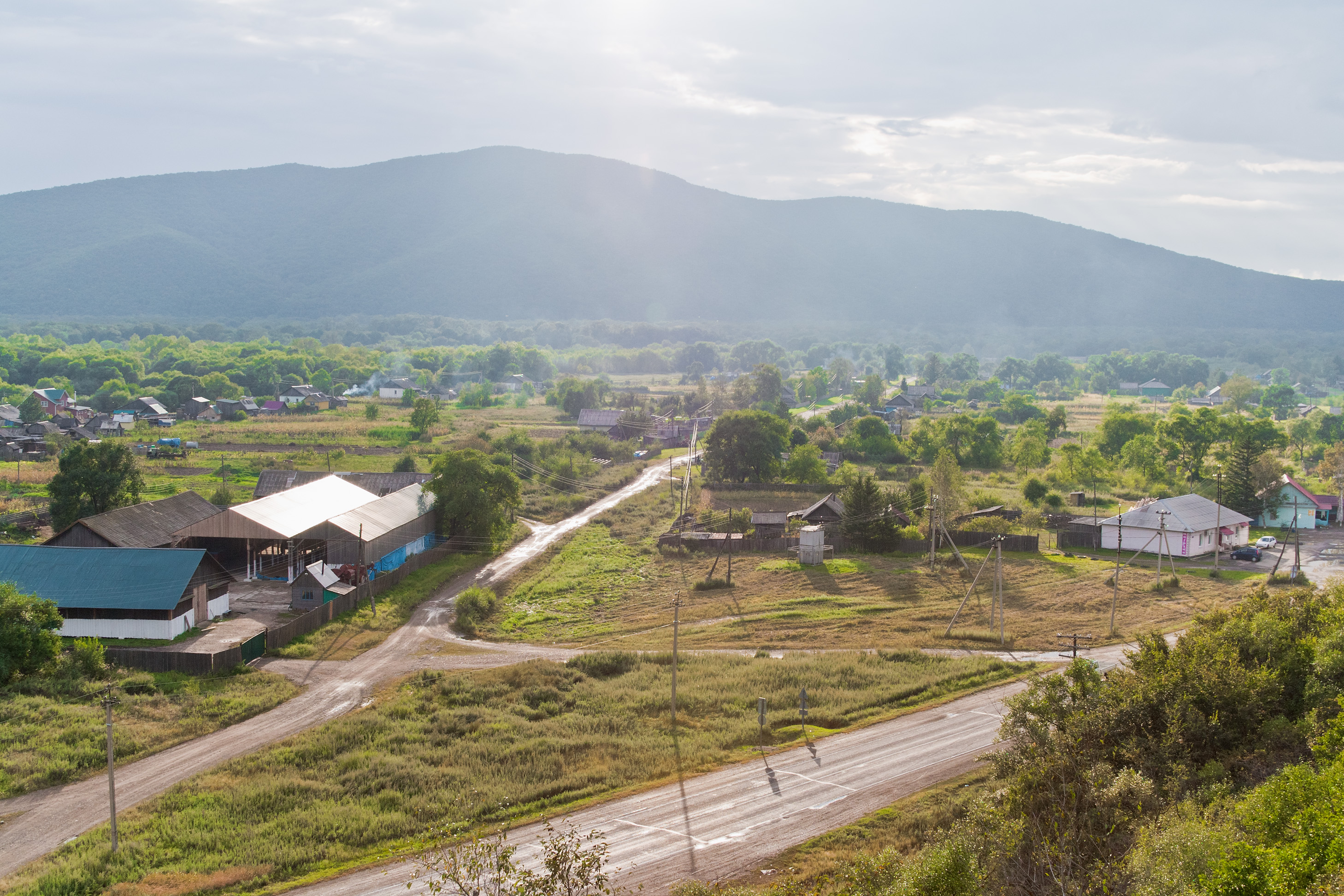
Village d'Ouborka.
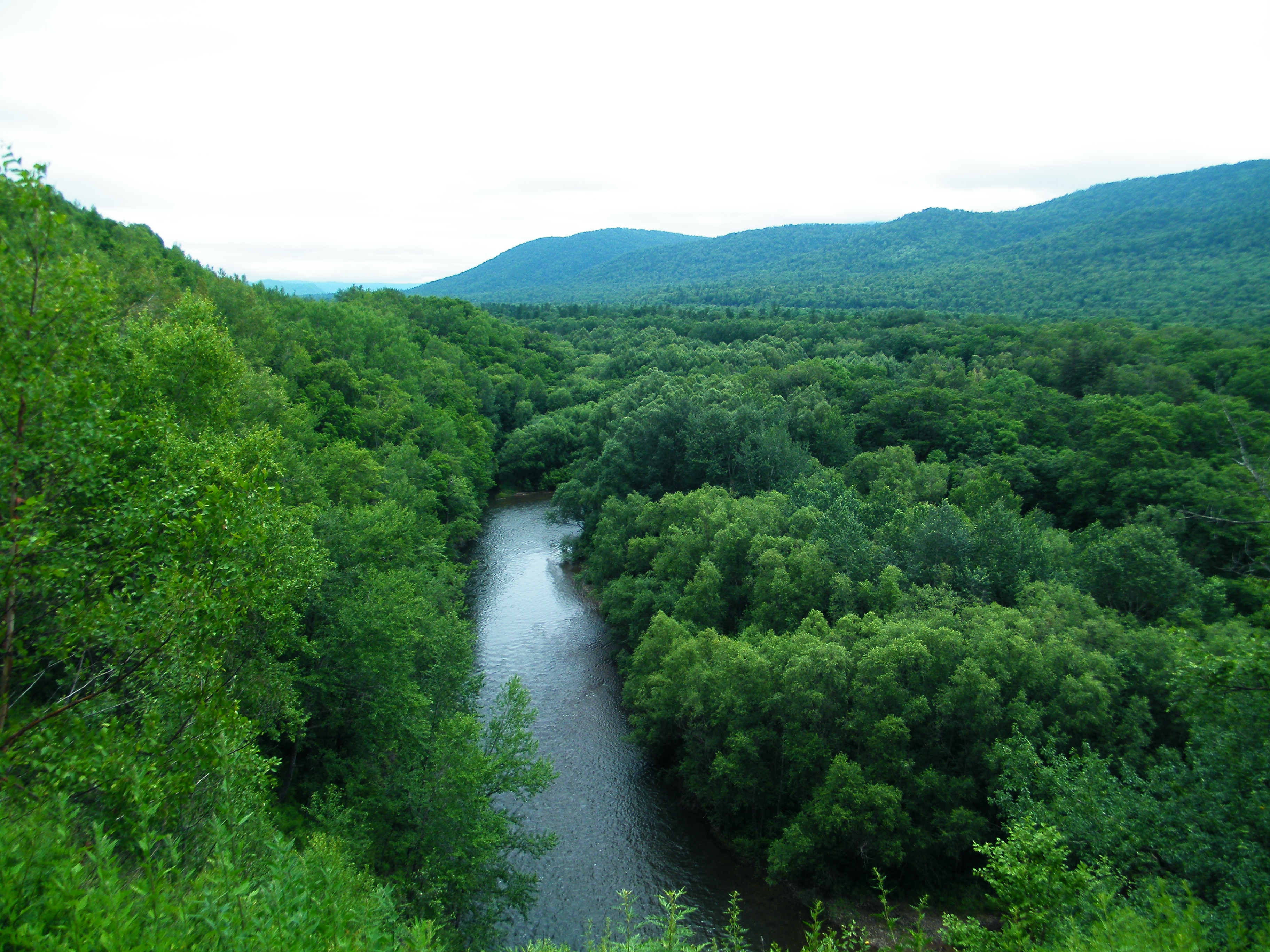
Rivière Pavlovka.

## Histoire
Le raïon de Tchougouïevka a été formé par la résolution n° 390 du Comité exécutif du kraï d'Extrême-Orient du 23 mars 1935, avec comme chef-lieu le village de Tchouguïevka . Le 1er février 1963, en raison de la consolidation des zones rurales, il fut aboli dans le raïon rural de Tchougouïevka. Le 12 janvier 1965, le  raïon de Tchougouïevka  est recréé.

## Démographie
Recensements (*) ou estimations de la population,:
| 1939*  | 1959*  | 1970*  | 1979*  | 1989*  | 2002*  |
| ------ | ------ | ------ | ------ | ------ | ------ |
| 15 685 | 25 517 | 27 647 | 29 170 | 30 909 | 28 913 |

| 2010*  | 2012   | 2013   | 2014   | 2015   | 2016   |
| ------ | ------ | ------ | ------ | ------ | ------ |
| 24 937 | 24 128 | 23 838 | 23 335 | 23 120 | 22 944 |

| 2017   | 2018   | 2019   | 2020   | 2021*  | 2022   |
| ------ | ------ | ------ | ------ | ------ | ------ |
| 22 907 | 22 523 | 22 232 | 21 857 | 21 861 | 21 704 |

| 2023   | - | - | - | - | - |
| ------ | - | - | - | - | - |
| 21 421 | - | - | - | - | - |

## Localités
Le raïon de Tchougouïevka comptait au 29 juin 2023 11 localités. La localité la plus peuplée était Tchougouïevka avec 11 101 habitants au recensement de 2021.
| Liste des localités | Liste des localités | Liste des localités | Liste des localités         | Liste des localités         |
| N°                  | Localité            | Statut              | Population Recensement 2010 | Population Recensement 2021 |
| ------------------- | ------------------- | ------------------- | --------------------------- | --------------------------- |
| 1                   | Antonovka           | village             | 267                         |                             |
| 2                   | Arkhipovka          | village             | 202                         |                             |
| 3                   | Beriozovka          | village             | 212                         |                             |
| 4                   | Boulyga-Fadeïevo    | village             | 1312                        |                             |
| 5                   | Varpakhovka         | village             | 120                         |                             |
| 6                   | Verkhniaïa Breïevka | village             | 450                         |                             |
| 7                   | Zavetnoïe           | village             | 376                         |                             |
| 8                   | Zametnoïe           | village             | 139                         |                             |
| 9                   | Izvilinka           | village             | 21                          |                             |
| 10                  | Izioubrini          | village             | 330                         |                             |
| 11                  | Kamenka             | village             | 690                         |                             |
| 12                  | Koktcharovka        | village             | 1161                        |                             |
| 13                  | Lénino              | village             | 445                         |                             |
| 14                  | Lessogorié          | village             | 234                         |                             |
| 15                  | Medveji Kout        | village             | 98                          |                             |
| 16                  | Mikhaïlovka         | village             | 41                          |                             |
| 17                  | Nijnié Loujki       | village             | 194                         |                             |
| 18                  | Novomikhailovka     | village             | 613                         |                             |
| 19                  | Novochuguevka       | village             | 284                         |                             |
| 20                  | Okraïnka            | village             | 7                           |                             |
| 21                  | Pavlovka            | village             | 113                         |                             |
| 22                  | Polynykha           | village             | 100                         |                             |
| 23                  | Pchenitsyno         | village             | 275                         |                             |
| 24                  | Samarka             | village             | 971                         |                             |
| 25                  | Saratovka           | village             | 286                         |                             |
| 26                  | Sokolovka           | village             | 1058                        |                             |
| 27                  | Topoliovi           | village             | 40                          |                             |
| 28                  | Ouborka             | village             | 851                         |                             |
| 29                  | Tsvetkovka          | village             | 391                         |                             |
| 30                  | Tchougouïevka       | village             | 12 171                      | 11 101                      |
| 31                  | Choumni             | village             | 1125                        |                             |
| 32                  | Iasnoïe             | village             | 360                         |                             |

## Économie et transports

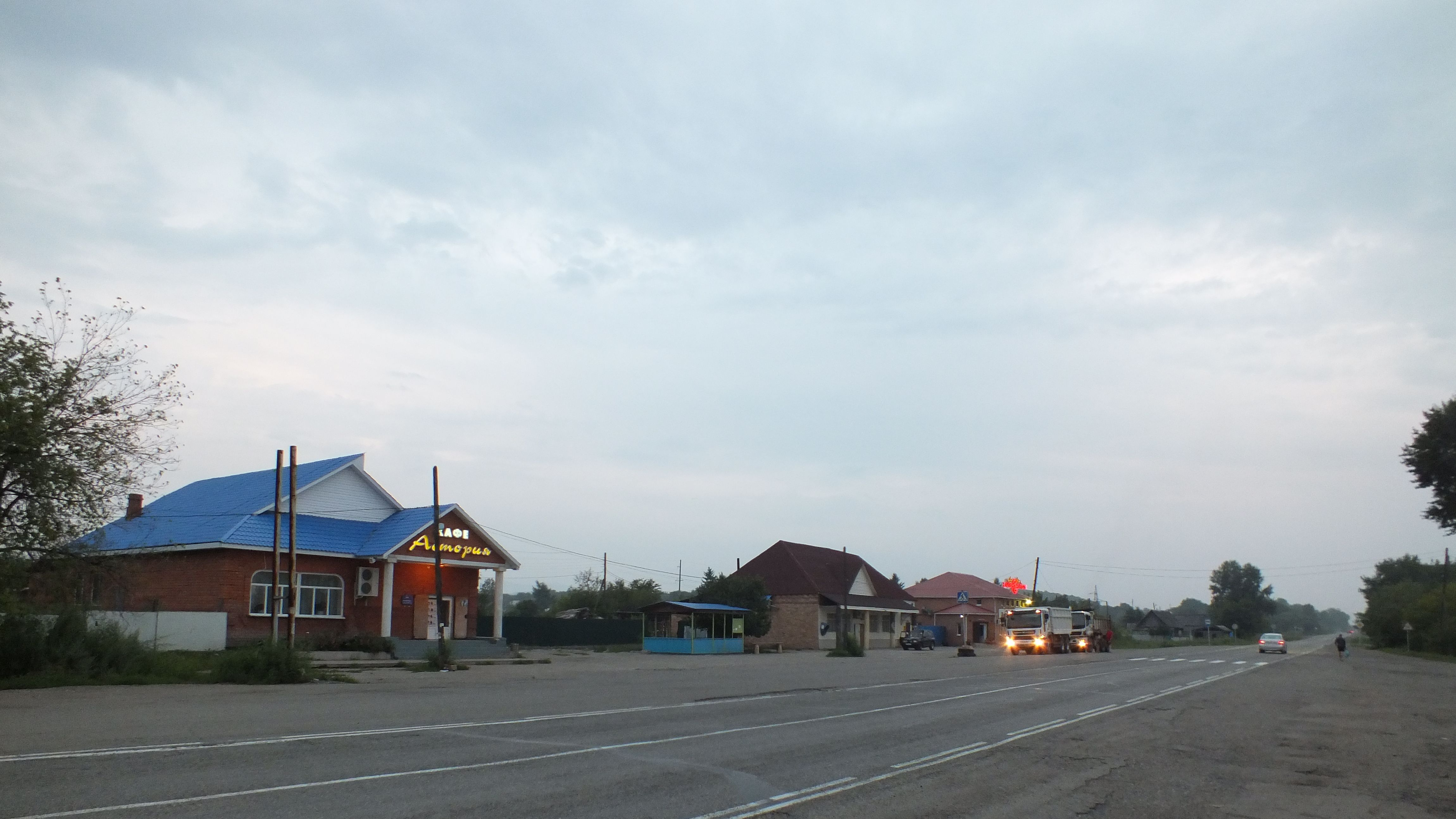
La 05N-100 traversant le village de Kamenka.

Les principaux secteurs économiques sont l'industrie sylvicole et l'agriculture, avec aussi des usines d'eaux minérales.
Le raïon est traversé par la route régionale 05N-100, route qui relie Roudnaïa Pristan (à l'est) à la route fédérale A370 à la hauteur d'Ossinovka. La route A370 relie au nord Khabarovsk et au sud Vladivostok. 